# Weiertz
Weiertz war ein schwedischer Hersteller von Automobilen.

## Unternehmensgeschichte
Axel Hugo Weiertz und sein Bruder Per Weiertz begannen 1910 in Svedala mit der Produktion von Automobilen. Der Markenname lautete Weiertz. Im gleichen Jahr endete die Produktion bereits wieder. Zwischen 1916 und 1922 waren sie erneut in der Branche tätig und vermarkteten ihre Fahrzeuge dann als Self. Später arbeiteten sie für Thulin.

## Fahrzeuge
Es entstanden primitive Vehikel. Die Räder stammten von Fahrrädern. Die Fahrzeuge boten nur Platz für eine Person. Zu den verwendeten Motoren liegen keine Angaben vor.